# キーウの戦い (2022年)
キーウの戦い（キーウのたたかい）は、2022年ロシアのウクライナ侵攻において、ロシア連邦軍によるキーウ攻勢の一環としてウクライナの首都キーウ（キエフ）および周辺で行われた軍事戦闘である。
ロシアの陸軍や特殊部隊、工作員は、キーウ占領やウクライナ政府の無力化、ゼレンスキー大統領の暗殺に失敗した一方、ウクライナは首都防衛と政府の機能維持に成功し、各地における抗戦や反撃を継続した。ロシア地上部隊撤退後も、キーウに対しては、ミサイル攻撃を含む空襲が継続している。

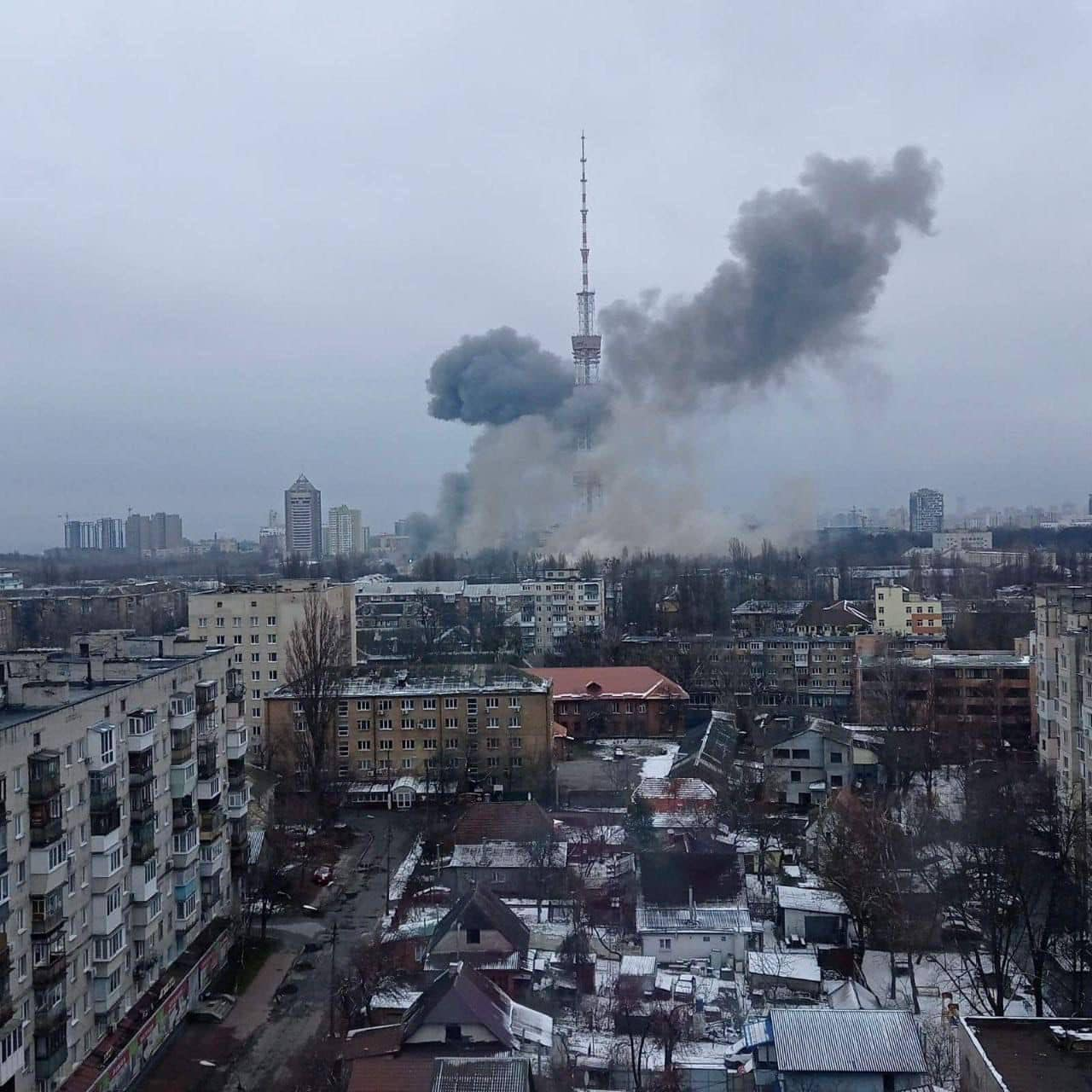
ロシアによって攻撃されたキーウテレビ塔

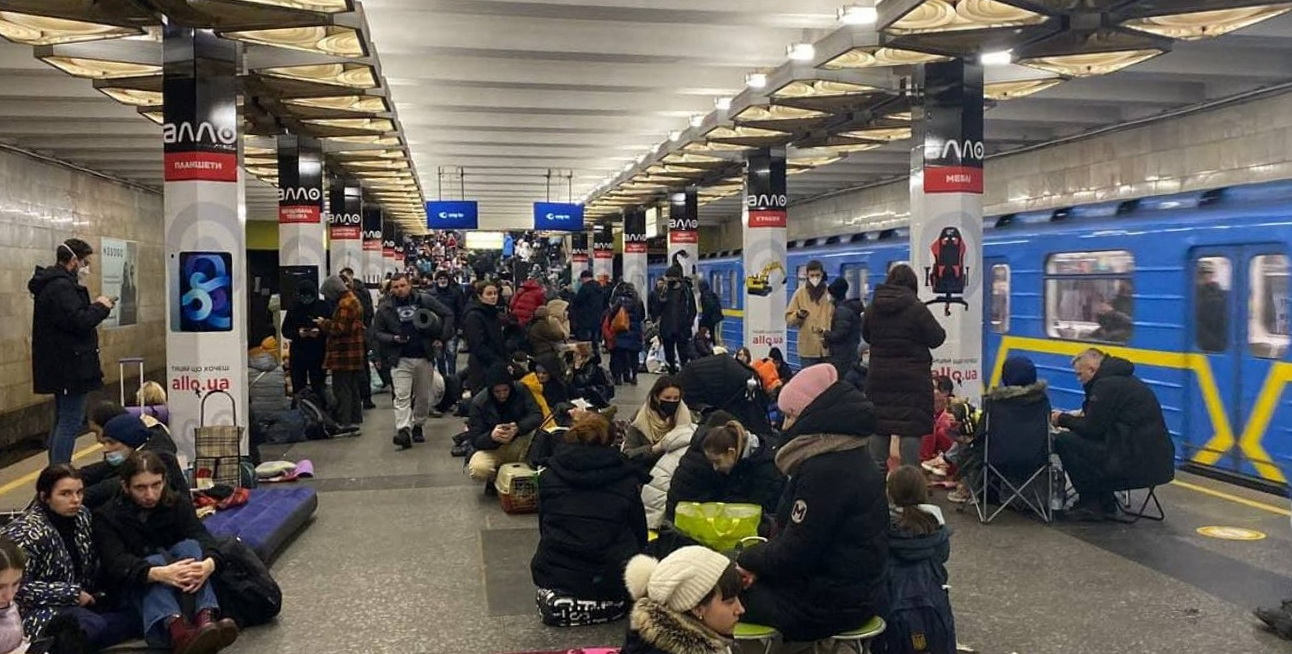
防空壕として地下鉄に避難するキーウの市民

## 戦闘経過

### 2月24日
開戦初日、キーウは空襲を受け始めた。
午前5時半頃、ロシア軍はキーウ市内へ最初の空爆を行った。　
この日から26日にかけて、ロシア軍と戦う意思のある市内の住民に銃が支給されることになった。しかし、部隊間のコミュニケーションの欠如やロシアによる破壊活動への恐怖により同士討ちも起こった。

### 2月25日
午前中、ウクライナの兵士に扮した3人のロシアの妨害工作員が、ウクライナ最高会議議事堂から約10kmの位置にあるキーウ北部のオボロン区に入ったが、ウクライナ軍によって全員殺害された。一日中、市内のいくつかの区で銃撃が聞こえた。ウクライナ当局は、銃撃はロシア軍との衝突から生じたものであると説明した。
キーウ市長のビタリ・クリチコは、武器を取って戦うことを誓った。彼の兄弟ウラジミールは、数ヶ月前に予備軍に加わったことで、同じ感情を表明した。
ロシア陸軍は、キーウ郊外のホストメリにあるアントノフ空港に進撃し、激しい戦闘の後に占領した（アントノフ国際空港の戦い）。ウクライナのゼレンスキー大統領は、キーウの人々に火炎瓶でロシアからの侵略に対抗するよう要請し、18,000丁の銃が市民に配布された。通常は予備として待機しているウクライナ領土防衛隊も行動を始めた。
夜にキーウで激しい銃撃があったとの報告を受けた後、ウクライナ軍は約60人のロシアの妨害工作員を殺害したと主張した。

### 2月26日
早朝、ロシアの主要部隊がキーウへの攻撃を開始した。ロシアの砲兵は30分以上都市を砲撃した。同時に、ウクライナ軍は、トロイエシチナの北東地区にある発電所に対するロシアの攻撃を撃退し、BBCは、攻撃が「都市の電力を奪うため」であった可能性があることを報じた。中央シェウチェンコ区のキーウ動物園の近くでも激しい戦闘が発生し、ウクライナ軍はプロスペクト・ペレモヒー通り（通称「勝利通り」）でロシア軍から軍基地を守った。キーウ中の他の街路でも戦闘が行われ、住民に対して窓やバルコニーを避けるよう警告した。

### 2月28日
ウクライナ軍はロシアによるキーウの占領工作は失敗したと発表した。

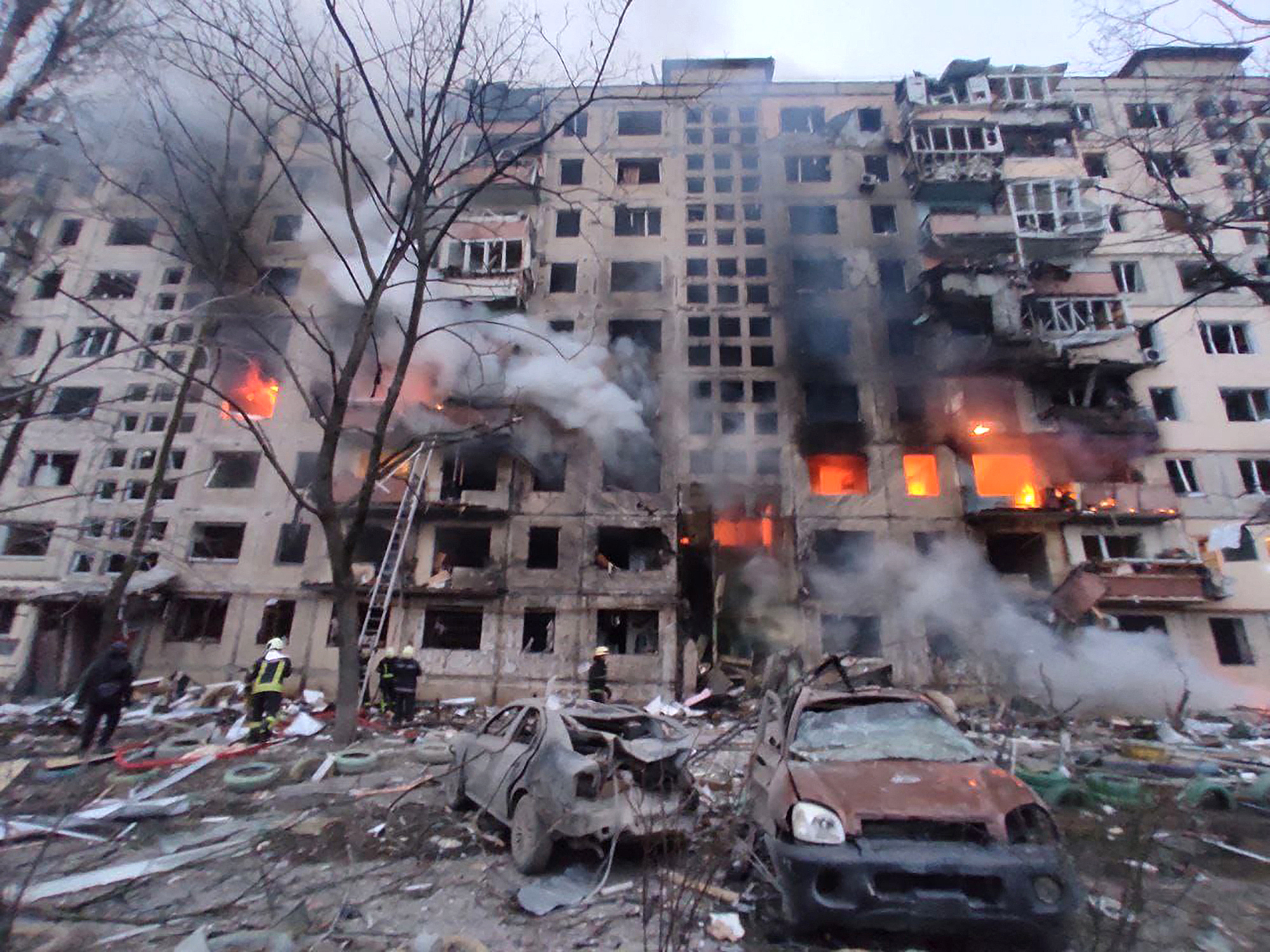
キーウのボハティルスカ通りにある9階建ての住宅（3月14日）

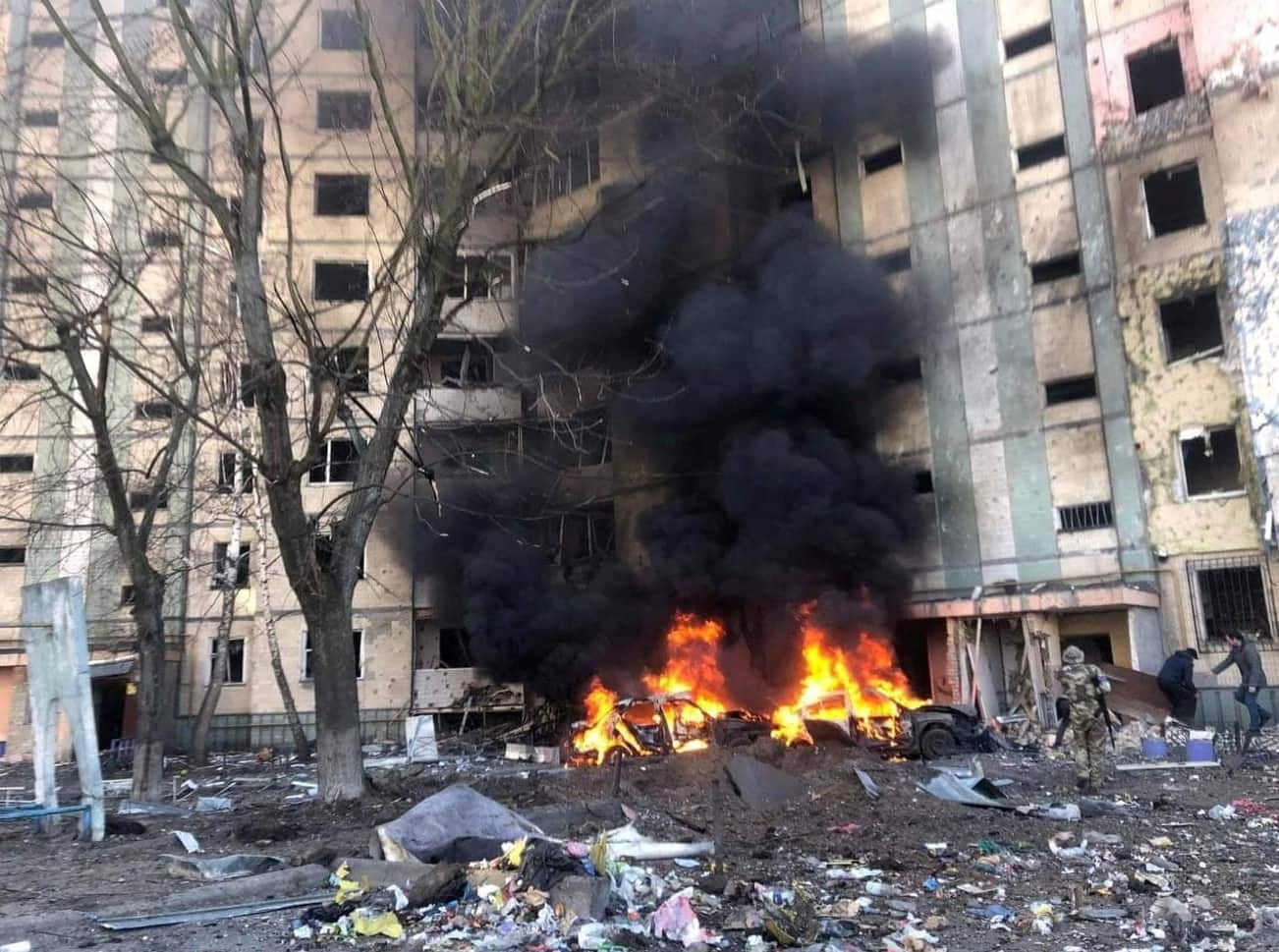
再び攻撃を受けたキーウ（3月20日）

### 4月3日
ウクライナはキーウ市及びキーウ州全域の奪還を果たし、ウクライナ軍の勝利に終わった。

### ロシア軍撤退後
ロシア軍は地上部隊を撤退させた後もキーウへの空襲を続けており、市内や周辺ではウクライナ側による防空戦闘や核シェルター建設が行なわれている。

## ロシア軍とウクライナ軍の誤算
キーウの戦いでは双方に誤算があった。ロシア・ウクライナ危機において、ロシアはキーウを窺うヨーロッパロシア南西部だけでなく、同盟国ベラルーシに軍部隊を配置していた。英国王立防衛安全保障研究所がウクライナ軍からの聞き取りなどからまとめた報告書によると、ロシア連邦軍参謀本部は奇襲効果を高める狙いから秘密保持を徹底したため、部隊への詳細な命令伝達は侵攻開始のわずか24時間前で、作戦への理解と兵站が不十分なまま戦闘を開始しており、ウクライナ軍も、西側諸国からキーウ侵攻について警告されていたにもかかわらずドンバス戦争以来の戦場であった東部に兵力を振り向けてしまったことから、首都防衛は手薄になっていたという。